# ديك كارلسون
ديك كارلسون (بالإنجليزية: Dick Carlson)‏ هو دبلوماسي وصحفي أمريكي، ولد في 2 فبراير 1941 في بوسطن في الولايات المتحدة.

## وصلات خارجية
- ديك كارلسون على موقع IMDb (الإنجليزية)
- ديك كارلسون على موقع إن إن دي بي (الإنجليزية)